# 754 Malabar
Malabar (asteroide 754) é um asteroide da cintura principal com um diâmetro de 87,62 quilómetros, a 2,84013586 UA. Possui uma excentricidade de 0,04961748 e um período orbital de 1 886,92 dias (5,17 anos).
Malabar tem uma velocidade orbital média de 17,22948941 km/s e uma inclinação de 24,51102827º.
Esse asteroide foi descoberto em 22 de Agosto de 1906 por August Kopff.